# Geneviève Page
Geneviève Page, född Geneviève Anne Marguerite Bonjean den 13 december 1927 i Paris, död 14 februari 2025 i samma stad, var en fransk skådespelerska.

## Roller i urval
- 1952 – Den Gyllene Tulpanen
- 1956 – Den dödes skugga
- 1960 – På musikens vingar
- 1961 – El Cid
- 1964 – Trois chambres à Manhattan
- 1966 – Charmören
- 1966 – Grand Prix
- 1967 – Belle de jour – dagfjärilen
- 1968 – Mayerlingdramat
- 1970 – "Sherlock Holmes" – privatögat privat
- 1971 – Brother Carl
- 1979 – Paris Killer